# Eremobates kiseri
Espèce
Eremobates kiseri est une espèce de solifuges de la famille des Eremobatidae.

## Distribution
Cette espèce est endémique du Texas aux États-Unis,. Elle se rencontre dans le comté de Hall vers Turkey.

## Publication originale
- Muma & Brookhart, 1988 : The Eremobates palpisetulosus species-group (Solpugida:Eremobatidae) in the United States. Cherry Creek School District, Englewood, p. 1-65.